# Pop Odyssey Tour
Pop Odyssey Tour es la tercera gira musical de la boy band americana 'N Sync en promoción a su tercer álbum de estudio Celebrity. El tour predominó en estadios de Norteamérica y fue uno de los más grandes de 2001, recaudando alrededor de US$90 millones. Esto llevó a que se agregaran nuevas fechas en 2002, bajo el nombre de The Celebrity Tour, recaudando cerca de US$33 millones.

## Historia
SFX Entertainment anunció el "Pop Odyssey Tour" en febrero de 2001, coincidiendo con el lanzamiento de Celebrity. El álbum fue establecido inicialmente para ser lanzado en mayo. El lanzamiento fue aplazado para junio y luego a julio. En consecuencia, la gira también. La gira estaba programada para comenzar 12 de mayo de 2001 en Miami, sin embargo, las fechas fueron cambiadas en gran medida para permitir al grupo más tiempo de ensayo. Brad Wavra de SFX Entertainment declaró:
"['NSYNC] quería asegurarse de que todos sus fans tuvieran el efecto completo de este dinámico tour. Nosotros, junto con el grupo, lamentamos cualquier inconveniente que este cambio de horario puede haber causado a los aficionados. Prometemos esta gira será un espectáculo musical de los libros de récords ".
Más adelante en el camino, más fechas fueron canceladas en la Costa del Golfo, debido a la temporada de huracanes. A pesar de muchos contratiempos, la gira fue un éxito. Se convirtió en la gira más grande en América del Norte, en 2001. El éxito de la gira hizo que se agragaran nuevas fechas en 2002. Estas nuevas fechas, apodado con el nombre de "The Celebrity Tour", interpretado en arenas de América del Norte y no en estadios, como los anteriores. Las fechas de la nueva gira coincidió con la colaboración del grupo con Chili Grill & Bar. Timberlake dijo:
"[Los fans] sabían cuando iban a la feria el pasado verano que iban a conseguir algo que nadie más tenía, que era básicamente un 80% del álbum que va a salir después de la gira. Esto [el tiempo], obviamente, ellos sabrán las canciones, pero que le dan un toque casi de todo, lo que hace que sea divertido para ellos para escuchar de una manera diferente y tratar de reconocer las melodías."
The Tour Celebrity resultó ser otro éxito para el grupo, convirtiéndose en una de las mayores giras del 2002.

## Acerca del Tour

### Escenario
El escenario era de forma rectangular y contaba con una enorme pasarela, lo que lo conectaba con la etapa B del escenario, el cual era una zona elevada de forma cuadrangular. La pasarela contaba con una gran cinta transportadora y con unas luminarias de forma floreada (ocupados para la presentación de "Pop"). Al fondo, una gran pantalla,y debajo de ella, dos escaleras que conectaban con la zona donde estaban las máquinas de salto. Algunos elementos del tour anterior estuvieron presentes en este, como las plataformas levadizas y la utilización de coreografías similares.

## Actos de Apertura
| Pop Odyssey - BBMak (fechas selectas) - Christina Milian (fechas selectas) - Dante Thomas (fechas selectas) - Deborah Gibson (Jessica Simpson) (fechas selectas) - Samantha Mumba (select venues) - Amanda (select venues) - Eden's Crush (select venues) | Celebrity - Smash Mouth (select venues) - Ginuwine (select venues) - P. Diddy (select venues) - Tony Lucca - Tonya Mitchell |

## Setlist
- The Pop Odyssey Tour

1. "*NSYNC History" (Video Introduction)
2. "Pop"
3. Medley:
  1. "Tearin' Up My Heart"
  2. "I Want You Back"
4. "God Must Have Spent a Little More Time on You"
5. "The Two of Us"
6. "Space Cowboy (Yippie-Yi-Yay)"
7. "This I Promise You"
8. "Gone"
9. "Pop Goes the Weasel" (Video Interlude)
10. "It's Gonna Be Me"
11. "See Right Through You"
12. "Up Against the Wall"
13. "Celebrity"
14. Medley:
  1. "Something like You"
  2. "Falling"
  3. "Selfish"
15. "No Strings Attached"
16. "The Game Is Over"
17. "Bye Bye Bye"

- The Celebrity Tour

1. "Motivation Infomercial" (Video Introduction)
2. "Do Your Thing"
3. "Bye Bye Bye"
4. "It's Gonna Be Me"
5. "For the Girl Who Has Everything"
6. "(God Must Have Spent) A Little More Time on You"
7. "Tearin' Up My Heart"
8. "Celebrity"
9. "Up Against the Wall"
10. Beatles Medley:
  1. "She Loves You"
  2. "I Wanna Hold Your Hand"
  3. "Hey Jude"
  4. Twist and Shout"
11. Temptations Medley:
  1. "My Girl
  2. "The Way You Do the Things You Do"
  3. "I Can't Get Next to You"
12. "Sailing
13. "Tell Me, Tell Me...Baby"
14. "No Strings Attached"
15. "This I Promise You"
16. "Thinking of You (I Drive Myself Crazy)"
17. "I Want You Back"
18. Encore:
  1. "Gone"
  2. "Girlfriend"
  3. "Pop"

Source:

## Fechas del tour
| PopOdyssey              |                  |                |                                       |
| 23 de mayo de 2001      | Jacksonville     | Estados Unidos | Alltel Stadium                        |
| 26 de mayo de 2001      | Hershey          | Estados Unidos | Hersheypark Stadium                   |
| 28 de mayo de 2001      | Hershey          | Estados Unidos | Hersheypark Stadium                   |
| 31 de mayo de 2001      | Boston           | Estados Unidos | Foxboro Stadium                       |
| 1 de junio de 2001      | Boston           | Estados Unidos | Foxboro Stadium                       |
| 3 de junio de 2001      | East Rutherford  | Estados Unidos | Giants Stadium                        |
| 4 de junio de 2001      | East Rutherford  | Estados Unidos | Giants Stadium                        |
| 5 de junio de 2001      | East Rutherford  | Estados Unidos | Giants Stadium                        |
| 6 de junio de 2001      | Cincinnati       | Estados Unidos | Cinergy Field                         |
| 10 de junio de 2001     | Buffalo          | Estados Unidos | Ralph Wilson Stadium                  |
| 13 de junio de 2001     | Filadelfia       | Estados Unidos | Philadelphia Veterans Stadium         |
| 16 de junio de 2001     | Chicago          | Estados Unidos | Soldier Field                         |
| 17 de junio de 2001     | Chicago          | Estados Unidos | Soldier Field                         |
| 19 de junio de 2001     | Toronto          | Canadá         | SkyDome                               |
| 21 de junio de 2001     | Cleveland        | Estados Unidos | Cleveland Browns Stadium              |
| 22 de junio de 2001     | Cleveland        | Estados Unidos | Cleveland Browns Stadium              |
| 24 de junio de 2001     | Minneapolis      | Estados Unidos | Hubert H. Humphrey Metrodome          |
| 26 de junio de 2001     | Milwaukee        | Estados Unidos | Miller Park                           |
| 28 de junio de 2001     | Detroit          | Estados Unidos | Comerica Park                         |
| 29 de junio de 2001     | Detroit          | Estados Unidos | Comerica Park                         |
| 2 de julio de 2001      | Saint Louis      | Estados Unidos | Trans World Dome                      |
| 4 de julio de 2001      | Little Rock      | Estados Unidos | War Memorial Stadium                  |
| 6 de julio de 2001      | Houston          | Estados Unidos | Reliant Astrodome                     |
| 8 de julio de 2001      | Irving           | Estados Unidos | Texas Stadium                         |
| 10 de julio de 2001     | Kansas City      | Estados Unidos | Arrowhead Stadium                     |
| 13 de julio de 2001     | Denver           | Estados Unidos | Mile High Stadium                     |
| 16 de julio de 2001     | San Diego        | Estados Unidos | Qualcomm Stadium                      |
| 18 de julio de 2001     | Phoenix          | Estados Unidos | Bank One Ballpark                     |
| 21 de julio de 2001     | Oakland          | Estados Unidos | Network Associates Coliseum           |
| 24 de julio de 2001     | Pasadena         | Estados Unidos | Rose Bowl                             |
| 27 de julio de 2001     | Las Vegas        | Estados Unidos | Sam Boyd Stadium                      |
| 31 de julio de 2001     | Tampa            | Estados Unidos | Raymond James Stadium                 |
| 5 de agosto de 2001     | San Antonio      | Estados Unidos | Alamodome                             |
| 10 de agosto de 2001    | Louisville       | Estados Unidos | Cardinal Stadium                      |
| 11 de agosto de 2001    | Atlanta          | Estados Unidos | Georgia Dome                          |
| 13 de agosto de 2001    | Washington D. C. | Estados Unidos | Robert F. Kennedy Memorial Stadium    |
| 16 de agosto de 2001    | Indianápolis     | Estados Unidos | RCA Dome                              |
| 18 de agosto de 2001    | Pittsburgh       | Estados Unidos | Heinz Field                           |
| 22 de agosto de 2001    | Nueva Orleans    | Estados Unidos | Louisiana Superdome                   |
| 24 de agosto de 2001    | Jackson          | Estados Unidos | Mississippi Veterans Memorial Stadium |
| 27 de agosto de 2001    | El Paso          | Estados Unidos | Sun Bowl Stadium                      |
| 1 de septiembre de 2001 | Ciudad de México | México         | Estadio Azteca                        |
| Celebrity               |                  |                |                                       |
| 3 de marzo de 2002      | Portland         | Estados Unidos | Rose Garden                           |
| 4 de marzo de 2002      | Tacoma           | Estados Unidos | Tacoma Dome                           |
| 6 de marzo de 2002      | Oakland          | Estados Unidos | The Arena in Oakland                  |
| 7 de marzo de 2002      | Sacramento       | Estados Unidos | ARCO Arena                            |
| 8 de marzo de 2002      | San Jose         | Estados Unidos | Compaq Center at San Jose             |
| 10 de marzo de 2002     | San Diego        | Estados Unidos | San Diego Sports Arena                |
| 11 de marzo de 2002     | Anaheim          | Estados Unidos | Arrowhead Pond at Anaheim             |
| 12 de marzo de 2002     | Anaheim          | Estados Unidos | Arrowhead Pond at Anaheim             |
| 14 de marzo de 2002     | Phoenix          | Estados Unidos | America West Arena                    |
| 15 de marzo de 2002     | Las Vegas        | Estados Unidos | MGM Grand Garden Arena                |
| 18 de marzo de 2002     | Houston          | Estados Unidos | Compaq Center                         |
| 19 de marzo de 2002     | San Antonio      | Estados Unidos | Alamodome                             |
| 20 de marzo de 2002     | Dallas           | Estados Unidos | Reunion Arena                         |
| 25 de marzo de 2002     | Denver           | Estados Unidos | Pepsi Center                          |
| 27 de marzo de 2002     | Ames             | Estados Unidos | James H. Hilton Coliseum              |
| 29 de marzo de 2002     | Grand Forks      | Estados Unidos | Alerus Center                         |
| 30 de marzo de 2002     | Minneapolis      | Estados Unidos | Target Center                         |
| 1 de abril de 2002      | Auburn Hills     | Estados Unidos | Palace of Auburn Hills                |
| 2 de abril de 2002      | Grand Rapids     | Estados Unidos | Van Andel Arena                       |
| 4 de abril de 2002      | Rosemont         | Estados Unidos | Allstate Arena                        |
| 5 de abril de 2002      | Rosemont         | Estados Unidos | Allstate Arena                        |
| 7 de abril de 2002      | Buffalo          | Estados Unidos | HSBC Arena                            |
| 9 de abril de 2002      | Filadelfia       | Estados Unidos | First Union Center                    |
| 10 de abril de 2002     | Uniondale        | Estados Unidos | Nassau Veterans Memorial Coliseum     |
| 11 de abril de 2002     | Uniondale        | Estados Unidos | Nassau Veterans Memorial Coliseum     |
| 13 de abril de 2002     | East Rutherford  | Estados Unidos | Continental Airlines Arena            |
| 14 de abril de 2002     | East Rutherford  | Estados Unidos | Continental Airlines Arena            |
| 15 de abril de 2002     | Boston           | Estados Unidos | FleetCenter                           |
| 16 de abril de 2002     | Boston           | Estados Unidos | FleetCenter                           |
| 18 de abril de 2002     | Filadelfia       | Estados Unidos | First Union Center                    |
| 19 de abril de 2002     | Hartford         | Estados Unidos | Hartford Civic Center                 |
| 21 de abril de 2002     | Washington D. C. | Estados Unidos | MCI Center                            |
| 22 de abril de 2002     | Pittsburgh       | Estados Unidos | Mellon Arena                          |
| 23 de abril de 2002     | Columbus, Ohio   | Estados Unidos | Nationwide Arena                      |
| 25 de abril de 2002     | Memphis          | Estados Unidos | Pyramid Arena                         |
| 27 de abril de 2002     | Ft. Lauderdale   | Estados Unidos | National Rental Car Center            |
| 28 de abril de 2002     | Orlando          | Estados Unidos | TD Waterhouse Centre                  |

Cancelaciones
- 22 de mayo de 2001 Charlotte, North Carolina Ericsson Stadium
- 30 de mayo de 2001
- 31 de julio de 2001Las Cruces, New México Aggie Memorial Stadium
- 2 de agosto de 2001 Miami, Florida Pro Player Stadium[11]
- 7 de agosto de 2001Birmingham, Alabama Legion Field
- 18 de agosto de 2001 Memphis, Tennessee Liberty Bowl Memorial Stadium